# Scott Quigg
Scott Quigg (Bury, 9 ottobre 1988) è un pugile britannico.
È stato campione WBA dei pesi supergallo dal 2013 al 2016. 

## Carriera professionale
Scott Quigg compie il suo debutto da professionista il 21 aprile 2007, sconfiggendo il connazionale Gary Sheil ai punti dopo sei round.